# Vegadeo (Parroquia)
Vegadeo (Asturisch A Veiga) ist eines von sechs Parroquias in der Gemeinde Vegadeo der autonomen Region Asturien in Spanien.

## Geographie
Vegadeo ist ein Parroquia mit 2933 Einwohnern (2020) und einer Fläche von 9,79 km². Es liegt auf 43 msnm. Vegadeo ist der Hauptort der gleichnamigen Gemeinde.

## Klima
Angenehm milde Sommer mit ebenfalls milden, selten strengen Wintern. In den Hochlagen können die Winter durchaus streng werden.

## Weiler in der Parroquia
- Vegadeo
- Estelo
- Fuente de Louteiro
- Louteiro
- Miou